# کمیسیون حقوق بشر اروپا
کمیسیون حقوق بشر اروپا نهاد ویژه‌ای در شورای اروپا بود.
از سال ۱۹۵۴ (میلادی) تا هنگام اجرایی شدن دستورالعمل شماره ۱۱ کنوانسیون اروپایی حقوق بشر، مردم، دسترسی مستقیم به دادگاه حقوق بشر اروپا نداشتند و مجبور بودند درخواست‌های خود را به کمیسیون اروپا ارائه کنند. اگر کمیسیون اروپا پرونده را موضوع مناسبی می‌یافت، پرونده‌ای را به نیابت از شخص، به دادگاه حقوق بشر اروپا می‌فرستاد. دستورالعمل شماره ۱۱ کنوانسیون اروپایی حقوق بشر در ۱۹۹۸ (میلادی) اجرایی شد و میانجیگری کمیسیون اروپا را از میان برداشت، دادگاه حقوق بشر اروپا را بزرگتر کرد، و به شهروندان اجازه داد که پرونده‌ها را مستقیماً به آن دادگاه، ارائه کنند.